# Гуанабакоа
Гуанабакоа (исп. Guanabacoa) — колониальный посёлок в восточной части Гаваны, столицы Кубы, и один из 15 муниципалитетов (или районов) города. Он известен традиционной для него сантерией, в Гуанабакоа же появилось первое африканское кабильдо в Гаване. Кроме того, в его окрестностях произошла битва при Гуанабакоа, стычка между британскими и испанскими войсками во время осады Гаваны в период Семилетней войны.

## Описание
Городок Гуанабакоа расположен в провинции Гавана, примерно в пяти километрах к юго-востоку от центра города Гавана и к югу от города Регла. Он располагается на небольшом холме, окаймлённом реками.
Гуанабакоа служил также домом для небольшой общины индейцев Флориды, в основном апалачи и ямаси, которые вместе с испанскими войсками были эвакуированы из Флориды в 1764 году, после завершения Семилетней войны.

## Еврейская община
Неизвестно, когда возникла еврейская община в городе Гуанабакоа. В конце 1920-х годов Сэмюэл Эпштейн, владелец трикотажных фабрик Aetna из нью-йоркского Нижнего Ист-Сайда, основал компанию «Sedanita» в арендованных помещениях в Гуанабакоа. Она импортировала оборудование для производства нижнего белья, платков и шарфов на сумму 75 000 долларов; в ней работало 200 рабочих. Но предприятия, принадлежащие евреям, не составляли еврейскую общину. «Sedanita» переехала в Сан-Хосе-де-лас-Лахас после того, как она была продана семье Брэндон, очевидно, в конце 1930-х годов.
Ясно, что раньше в Гуанабакоа были и другие принадлежащие евреям заводы по производству лёгких изделий. В 1930-е годы здесь размещалась фабрика Чарльза Шапиро. Судя по имеющимся данным, дела Шапиро шли хорошо. После того как «Sedanita» съехала, Шапиро купил здание, которое арендовали Эпштейны, и использовал его для расширения своей собственной находящейся в кризисе трикотажной компании.
К 1940-м годам в Гуанабакоа существовала еврейская община со своим центром на улице Марти, дом 252. Существовал также филиал Международной женской сионистской организации. Записи об основании общины отсутствуют.
Сообщество Гуанабакоа, по-видимому, было ориентировано на бизнес и постоянно сталкивалось с трудностями. Даже в 1950-е годы еврейская община в Гуанабакоа находилась в упадке. Она одной из первых эмигрировала после революции Кастро.

## Климат
Для района Гуанабакоа характерен ярко выраженный сухой сезон. Согласно климатической классификации Кёппена Гуанабакоа имеет тропический климат с сухой зимой и дождливым летом.

## Конфликты
24 июня 2020 году в Гуанабакоа произошло резонансное общественное событие — в столкновении с полицейским патрулём был убит местный житель Гензель Эрнандес. Гибель Эрнандеса вызвала протесты, подавленные властями.